# بوالقلم (لاريجان السفلي)
بوالقلم (بالفارسية: بوالقلم) هي قرية تقع في إيران في قسم لاریجان السفلی الريفي. يقدر عدد سكانها بـ 247 نسمة بحسب إحصاء 2016.